# Novara FC
Novara Football Club, zkráceně jen Novara je italský fotbalový klub hrající v sezóně 2024/25 v 3. italské fotbalové lize sídlící ve městě Novara v regionu Piemont. Klub pokračuje sportovní tradici vzniklé v roce 1908, které skončilo v roce 2021 vyloučením z profesionálních lig.

## Změny názvu klubu
- 1912/13 – 1919/20 – FBC Novara (Foot Ball Club Novara)
- 1920/21 – 1930/31 – FBA Novara (Foot-Ball Associazione Novara)
- 1931/32 – 1974/75 – AC Novara (Associazione Calcio Novara)
- 1975/76 – 1976/77 – Novara Calcio (Novara Calcio)
- 1977/78 – 1980/81 – AC Novara (Associazione Calcio Novara)
- 1981/82 – 2020/21 – Novara Calcio (Novara Calcio)
- 2021/22 – Novara FC (Novara Football Club)

## Získané trofeje

### Vyhrané domácí soutěže
- Serie B (3×)

1926/27, 1937/38, 1947/48
- Serie C (4×)

1964/65, 1969/70, 2009/10, 2014/15
- Serie D (1×)

1995/96

#### Medailové umístění
| Medaile umístění | Sezona  |
| ---------------- | ------- |
| Italský pohár    | 1938/39 |

## Historie klubu
Klub byl založen 22. prosince roku 1908 osmi studenty ze školy Carlo Alberto jako Football Association Studenti Novara. Fotbal se hrál od sezony 1912/13 a to hned v nejvyšší lize. Hráli ji tři sezony. Nejdál klub došel do semifinálové skupiny v sezoně 1914/15. Stejný úspěch zopakovali i v sezoně 1919/20. Po této sezoně se klub spojil s jiným klubem z města Unione Sportiva Novarese a vzniká Foot-Ball Associazione Novara. Velmi dobrá sezona byla v sezoně 1921/22, kde se umistili na 2. místě ve skupině. V nové lize nazvané Serie A nastupují v sezoně 1936/37, obsadili v ní sestupovou 15. příčku. Napřesrok se vrátili a vydrželi v ní tři sezony. Nejlepšího umístění dosáhli v sezoně 1939/40 a to 9. místo a v italském poháru hráli finále, které prohráli 1:2 nad Ambrosianou.
Po válce se klub zařadil do druhé ligy. Nejdelší setrvání v nejvyšší lize bylo od sezony 1948/49 až do 1955/56. Nejlepší umístění bylo 8. místo, což je i historicky nejlepší umístění (1951/52). V 60. letech 20. století se klub usadil ve třetí lize. V 70. letech se vrátili do druhé ligy, jenže od sezony 1977/78 přicházejí poklesy formy. Nejhorší období v historii klubu je hraní ve čtvrté lize. To bylo od sezony 1981/82 až do sezony 2002/03, jen v sezoně 1996/97 hráli třetí ligu.
Změna přišla od sezony 2009/10. Byl najat nový sportovní ředitel i trenér (Attilio Tesser) a hned při premiéře postoupili po 33 letech do druhé ligy. V další sezoně se klub umistil na třetí postupující příčce do nejvyšší ligy. Postup slavili po 55 letech. Sezona 2011/12 byla pro klub sestupová, obsadili 19. místo. V následující sezoně začali odpočtem čtyř bodů za sázky ve fotbale. Do sezony 2020/21 hrál ve třetí lize, jenže po sezoně se změnil majitel. Celkem 80 % akcií prodala rodina Rullo společnosti A&G Real Estate SpA, kterou zastupovali Leonardo Pavanati a Marco Bonanno. Poté se objevili nesrovnalosti v registračních postupech do ligy, které vedli k vyloučení z profesionálních lig. Proto se klub pro sezonu 2021/22 zaměřuje jen na mládež. Mezitím nastali soudní tahanice o porušování zákona, které se vyřešilo v lednu 2023.
Pro sezonu 2021/22 se nakonec pro dospělí tým zachránil pod záštitou města Novara. Byl založen nový klub se sportovní tradicí z minulého klubu a dostal název Novara Football Club. Hned vyhráli svou skupinu ve čtvrté lize a slavili postup.

## Účast v ligách
| Úroveň soutěže | Název soutěže (nynější název) | První hraná sezona | Poslední hraná sezona | celkem odehraných sezon |
| -------------- | ----------------------------- | ------------------ | --------------------- | ----------------------- |
| 1              | Serie A                       | 1912/13            | 2011/12               | 25                      |
| 2              | Serie B                       | 1926/27            | 2017/18               | 36                      |
| 3              | Serie C                       | 1962/63            | 2024/25               | 24                      |
| 4              | Serie D                       | 1981/82            | 2021/22               | 22                      |

Historická tabulka Serie A od sezony 1929/30 do 2023/24.
| Celkové místo | Odehraných sezon | Celkem bodů | Celkem zápasů | Celkem výher | Celkem remíz | Celkem proher | Celkové skore |
| ------------- | ---------------- | ----------- | ------------- | ------------ | ------------ | ------------- | ------------- |
| 34            | 13               | 380         | 446           | 133          | 107          | 206           | 545:705       |

## Fotbalisté

### Historické statistiky
| Počet utkání | Počet utkání          | Počet utkání |  | Počet branek | Počet branek          | Počet branek |
| Pořadí       | Jméno                 | Počet        |  | Pořadí       | Jméno                 | Počet        |
| 1.           | Ambrogio Baira        | 414          |  | 1.           | Pablo Andrés González | 101          |
| 2.           | Giovanni Udovicich    | 407          |  | 2.           | Raffaele Rubino       | 91           |
| 3.           | Pablo Andrés González | 366          |  | 3.           | Silvio Piola          | 70           |
| 4.           | Silvio Carlo Feccia   | 295          |  | 4.           | Paolo Mentani         | 54           |
| 5.           | Raffaele Rubino       | 279          |  | 5.           | Massimiliano Palombo  | 42           |

### Rekordní přestupy
| Nákup  | Nákup                 | Nákup     | Nákup   | Nákup         |  | Prodej | Prodej                | Prodej    | Prodej   | Prodej         |
| Pořadí | Jméno                 | sezona    | klub    | částka        |  | Pořadí | Jméno                 | sezona    | klub     | částka         |
| 1.     | Pablo Andrés González | 2012/2013 | Palermo | 3 mil. Euro   |  | 1.     | Pablo Andrés González | 2010/2011 | Palermo  | 5 mil. Euro    |
| 2.     | Takajuki Morimoto     | 2011/2012 | Catania | 2,5 mil. Euro |  | 2.     | Alessio Da Cruz       | 2017/2018 | Parma    | 3,48 mil. Euro |
| 3.     | Luigi Giorgi          | 2011/2012 | Ascoli  | 1,6 mil. Euro |  | 3.     | Bruno Fernandes       | 2013/2014 | Udinese  | 2,5 mil. Euro  |
| 4.     | Samir Ujkani          | 2010/2011 | Palermo | 1,5 mil. Euro |  | 4.     | Paolo Faragò          | 2017/2018 | Cagliari | 2,3 mil. Euro  |
| 5.     | Michel Morganella     | 2010/2011 | Palermo | 1,5 mil. Euro |  | 5.     | Tommaso Barbieri      | 2020/2021 | Juventus | 1,6 mil. Euro  |

### Na velkých turnajích

#### Účastníci Olympijských her
- Giustiniano Marucco (OH 1920)
- Mario Meneghetti (OH 1920)
- Ettore Reynaudi (OH 1920)
- Michel Morganella (OH 2012)